# Pellenes peninsularis
Pellenes peninsularis là một loài nhện trong họ Salticidae.
Loài này thuộc chi Pellenes. Pellenes peninsularis được James Henry Emerton miêu tả năm 1925.